# Estelle de Suède
Estelle de Suède (en suédois :  Estelle av Sverige), duchesse d'Östergötland, née le 23 février 2012 à Solna (Suède), est la fille aînée de la princesse héritière Victoria de Suède et de son époux le prince Daniel. 
Elle occupe actuellement la deuxième place dans l'ordre de succession au trône de Suède, après sa mère et devant son frère le prince Oscar.
Le 13 juin 2025, elle devient la marraine de sa cousine la Princesse Inès de Suède, fille de son oncle maternelle le Prince Carl Philip de Suède de la Princesse Sofia de Suède. 

## Biographie

### Naissance

Monogramme de la princesse Estelle.

La princesse Estelle est née le 23 février 2012 à 4 h 26 à l'hôpital Karolinska de Solna. En tant qu'héritière du trône, en deuxième position après sa mère, elle a droit au tir de deux fois 21 coups de canon. 
La princesse Estelle est la première fille, dans l'histoire de la Suède, à naître comme héritière potentielle de la couronne. En effet la loi salique a été supprimée en Suède peu de temps après la naissance de son oncle, le prince Carl Philip, évincé de son titre de prince héritier au profit de sa sœur aînée Victoria. 
En outre, elle apparaît également au-delà de la 200e place dans l'ordre de succession au trône britannique, en tant que descendante par deux lignées de la reine Victoria.
Le prénom et la titulature de la princesse sont annoncés le lendemain au gouvernement suédois par son grand-père, le roi Charles XVI Gustave. 
Le 30 avril, le lendemain des 66 ans de son grand-père le roi, Estelle fait sa première apparition publique dans les bras de sa mère au balcon du palais royal de Stockholm.

### Baptême
Son baptême a lieu le 22 mai 2012 à midi dans la chapelle du palais royal de Stockholm. C'est le premier baptême d'une potentielle future reine dans l'histoire de la Suède, sa mère la princesse héritière Victoria avait en effet été baptisée avant la réforme abrogeant la loi salique. 

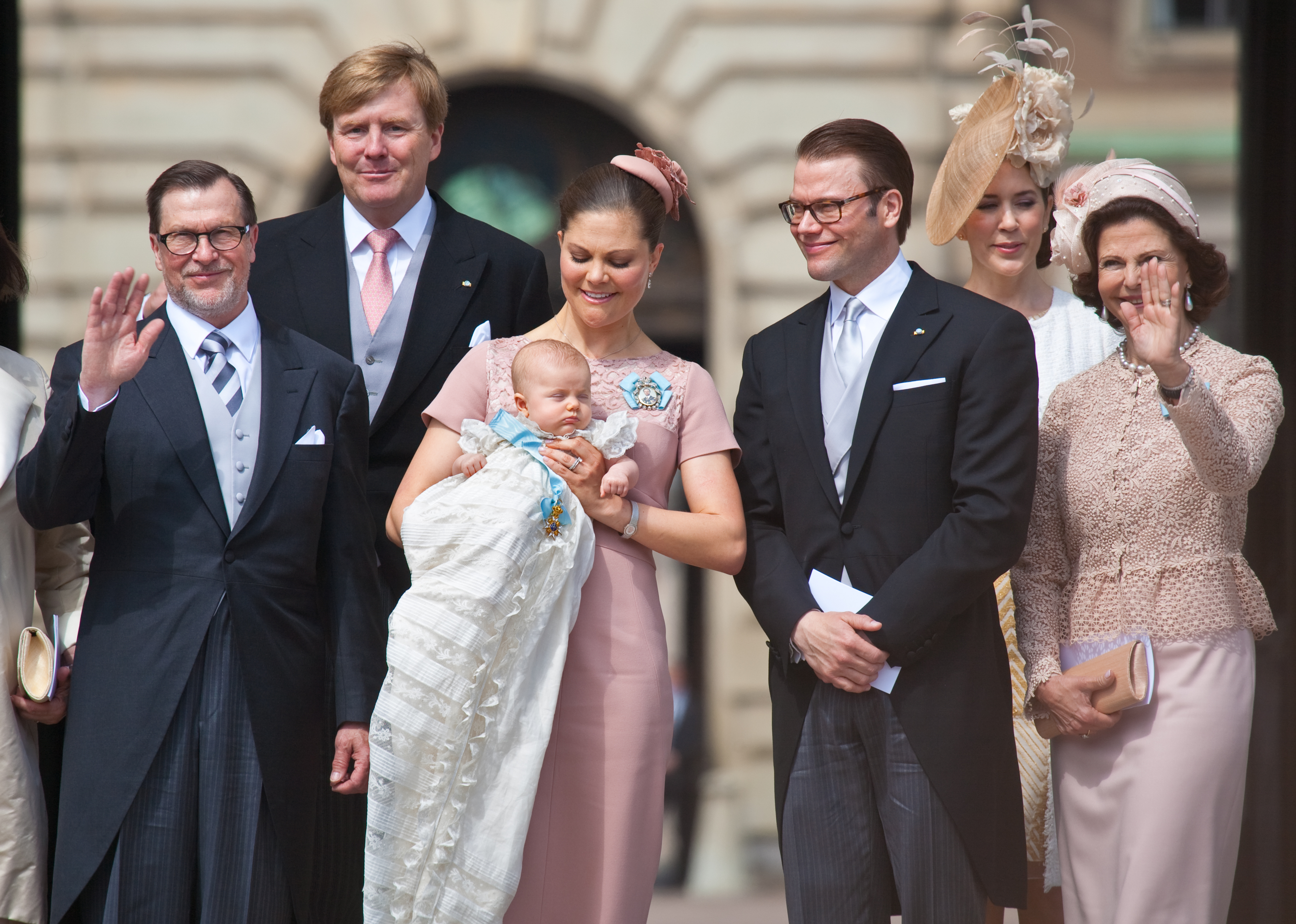
Estelle, lors de son baptême, avec ses parents, grands-parents, la princesse Mary de Danemark et le prince Willem-Alexander des Pays-Bas.

Estelle est le trentième membre de la maison royale de Suède à être baptisé dans la chapelle royale, sur les fonts baptismaux en argent de la maison royale suédoise réalisés par l'orfèvre français François Cousinet Au début du XVIIIe siècle, la dernière en date étant sa tante, la princesse ⁣⁣Madeleine⁣⁣⁣, le 31 août 1982.
À cette occasion, elle reçoit pour parrains et marraines : 
- son oncle maternel, le prince Carl Philip,
- le roi Willem-Alexander des Pays-Bas (alors prince héritier),
- le prince héritier Haakon de Norvège,
- sa tante paternelle Anna Westling,
- la Reine Mary de Danemark (alors princesse héritière)

### Éducation
Le 25 août 2014, la princesse Estelle fait son entrée à l'école maternelle Äventyret, située à Danderyd. Dans cet établissement, fondé en 1992, toute la pédagogie est axée sur la connaissance de la nature et la découverte de l'environnement.

### Représentations officielles
- Le 6 juin, lors de la fête nationale, elle participe au trajet en carrosse dans les rues de Stockholm.
- Le 13 juin 2015, elle est demoiselle d'honneur au mariage de son oncle maternel, le prince Carl Philip.
- Le 27 mai 2016, elle assiste au baptême de son frère le prince Oscar.
- Le 13 juin 2025, elle devient marraine de sa cousine la princesse Inès

## Titres et honneurs

### Titulature
- 23 février 2012 : Son Altesse Royale, la princesse Estelle de Suède, duchesse d'Östergötland.

### Honneurs
- Chevalier de l'ordre des Séraphins (2012)